# Pierre-Yves Turpin
Pierre-Yves Turpin est un physicien français, spécialisé en biophysique.

## Biographie
Il est docteur ingénieur en 1967 après avoir soutenu une thèse en sciences physiques intitulée Détection photonique de la lumière diffusée par les aérosols ultrafins. En 1974, il est chargé de cours à l'Université Paris Descartes et maître assistant à l'Université Pierre-et-Marie-Curie. 
En 1999, il soutient une thèse en biologie à l'Université Paris-Sud, sous la direction de Catherine Dargemont, directrice de recherche au CNRS. Il est chercheur au Genopole d'Évry de mai 2004 à février 2011, puis chercheur au Laboratoire Jean-Perrin de février 2011 à août 2014, ainsi qu'au Laboratoire acides nucléiques et biophotonique, de janvier 2008  à août 2011. 
Il a mené des recherches en biophysique de l'ADN et de l'ARN, en particulier sur l'enzymologie de l'ARN. Ses outils de recherche sont la spectroscopie, la spectroscopie Raman, la fluorescence, ainsi que le laser,. 
Il publie plusieurs ouvrages, dont des manuels de didactique de la physique, et dirige plusieurs thèses,,.
Il est actuellement professeur émérite de l'université Pierre-et-Marie-Curie. 
Par ailleurs, il intervient dans le cadre de plusieurs associations ou écoles psychanalytiques sur des thèmes divers,,.

## Publications

### Ouvrages
- Éléments de physique à l'usage des étudiants en propédeutique médicale, avec Jean Bricard, Henri Benoit et Wilfrid Ghidalia, 1971.
- Éléments de physique à l'usage des étudiants en médecine, pharmacie et biologie, avec Jean Bricard, Henri Benoît et Wilfrid Ghidalia, 1975.
- Initiation à la physique, avec Minkouo Teng, Edisciences, 1974.
- Initiation à la physique 2 (électrostatique, électrocinétique, dynamique des particules chargées, électromagnétisme), avec Minkouo Teng, Edisciences, 1974.
- Initiation à la physique 3 (ondes fluides, régimes transitoires et oscillatoires, courant alternatif, optique géométrique, propagation et composition des ondes, hydrodynamique, thermodynamique), avec Minkouo Teng, Michel Cabane et Jean-Michel Mouren, 1975.

### Travaux de recherche
- Détection photonique de la lumière diffusée par les aérosols ultrafins, thèse de sciences physiques, 1967[1].
- Étude des mécanismes moléculaires et rôle du trafic nucléocytoplasmique d'IκBα (en), un inhibiteur du facteur de transcription NF-κB, thèse de biologie, sous la direction de Catherine Dargemont, 1999[13].
- Conséquences physico-chimiques de la photosensibilisation de l'hypericine et de l'hypocrelinne-A à l'échelle cellulaire.
- Élaboration de nouvelles nanostructures d'argent, obtenues par ablation laser, pour caractériser des macromolécules et biomolécules par spectroscopie Raman exaltée par effet de surface.
- Mise au point, étude et applications de matériaux poreux recouverts d'argent en tant que substrats SERS (en)-actifs.
- Régulation dynamique des protéines impliquée dans la transduction du signal par l'oxyde nitrique.
- Une nouvelle génération d'oligonucléotides synthétiques utilisables en stratégie antisens : propriétés d'hybridation et stabilité des complexes formés avec leurs compléments d'ADN naturel[14].

## Domaines de recherche
- Spectroscopie de fluorescence, spectroscopie Raman, ADN, spectroscopie Raman améliorée en surface, biophysique, spectroscopie, biophysique de l'ADN et de l'ARN, diffusion Raman, laser, spectres.